# 大衛·美拿
大衛·美拿（英語：David Meyler，1989年5月29日—）是一名出生於科克的愛爾蘭職業足球員。他是板棍球領隊約翰·美拿的兒子。

## 球會生涯
科克城
美亞在科克城青年軍成長，並在2008年簽下專業合約，他在19歲時首次代表科克城出戰FAI愛爾蘭超級足球聯賽。
新特蘭
美亞在2008年7月25日以大約16萬英鎊（實際無透露）加盟新特蘭。他成為新特蘭於當季第三宗收購。這是繼前科克隊友成為近季加盟新特蘭的球員。

外借侯城
2012年11月8日，新特蘭宣佈將美亞外借至英冠球會侯城至2013年1月1日。
侯城
2013年1月8日，新特蘭宣佈美亞正式轉投英冠侯城並簽約三年半，轉會費未有透露。

## 國家隊生涯
2012年9月11日，首次代表愛爾蘭國家足球隊上陣，是於主場對阿曼的國際友誼賽。

## 相關連結
1. ↑  . BBC Sport. 2008-07-25  [2008-07-25].
2. ↑  . BBC sport. 2012-11-08  [2013-01-08]. （原始内容存档于2012-11-11） （英语）.
3. ↑  . BBC sport. 2013-01-08  [2013-01-08]. （原始内容存档于2014-06-13） （英语）.

## 外部連結
- 足球数据库：大衛·美拿的球员统计数据
- 大衛·美拿新特蘭官方球員介紹 （页面存档备份，存于）